# کلکسیون سلطنتی

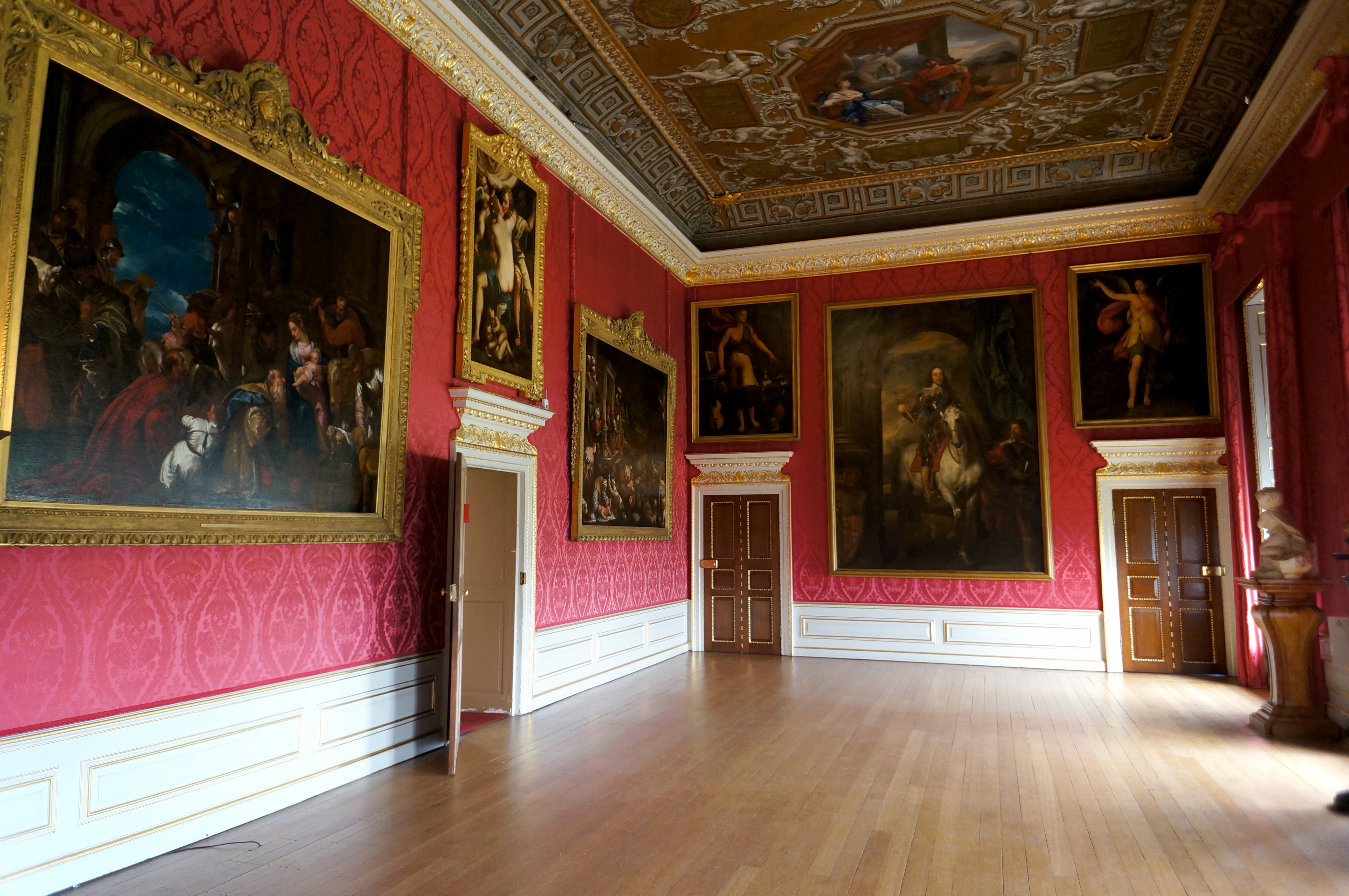
نقاشی‌هایی در کاخ کنزینگتون

کلکسیون سلطنتی (انگلیسی: Royal Collection) خانواده پادشاهی بریتانیا بزرگ‌ترین مجموعه هنری خصوصی در جهان است. این کلکسیون در مالکیت الیزابت دوم  است که برخی از اقلام در مالکیت خصوصی او به عنوان یک شخص حقوقی و برخی اقلام در مالکیت او به عنوان یک شخص حقیقی است.